# Club River Plate
|  | Per a altres significats, vegeu «River Plate (desambiguació)». |

El Club River Plate, també conegut com a River Plate Asunción, és un club de futbol paraguaià del barri de Mburicaó a la ciutat d'Asunción.

## Història
El club va néixer l'any 1911. La major part de la seva història ha jugat a categories inferiors paraguaianes. L'any 2015 guanyà la División Intermedia i ascendí a la primera divisió.

## Palmarès
- Segona divisió paraguaiana de futbol: 
  - 1913, 1957, 2015
- Tercera divisió paraguaiana de futbol: 
  - 2010

## Futbolistes destacats
Llistat de futbolistes que, o han jugat un mínim de 125 partits per al club, o han establert algun rècord per al club, o han estat internacionals amb alguna selecció, o han jugat a primera divisió en algun altre país o han jugat competicions internacionals:
- Diego Florentín (1930)
- Amadeo Ortega (1930)
- José Cardozo (1988–1990)
- Takuma Sugano (2002–2005)[5]
- Danny König (2002–2003)[6][7]
- Alfredo Juraidini (2016)[8]